# Golpe de estadio
Golpe de estadio é um filme de drama colombiano de 1998 dirigido e escrito por Sergio Cabrera. Foi selecionado como representante da Colômbia à edição do Oscar 1999, organizada pela Academia de Artes e Ciências Cinematográficas.

## Elenco
- Emma Suárez - María
- Nicolás Montero - Carlos
- César Mora - Sargento García
- Flavio Caballero - Comandante Felipe
- Humberto Dorado - Padre Bueno
- Raúl J. Sender - José Josu
- Lorena Forteza - Bárbara Berleti
- Andrea Giordana - Klaus Mauser